# فيليكس غارسيا كاساس
فيليكس غارسيا كاساس (بالإسبانية: Félix García Casas)‏ ولد بتاريخ 29 ديسمبر 1968 في مدريد، هو دراج إسباني سابق في صنف سباق الدراجات على الطريق.

## روابط خارجية
- فيليكس غارسيا كاساس على موقع أرشيف الدراجات (الإنجليزية)
- فيليكس غارسيا كاساس على موقع إحصائيات الدراجات الإحترافية (الإنجليزية)
- فيليكس غارسيا كاساس على موقع نسبة الدراجات (الإنجليزية)
- فيليكس غارسيا كاساس على موقع CycleBase (الإنجليزية)